# Коллетти, Андреа
Андреа Коллетти (итал. Andrea Colletti, родился 22 марта 1981 года в Пескаре) — итальянский политик, депутат Палаты депутатов Италии от Движения пяти звёзд.

## Биография
Образование: бакалавр юриспруденции и магистр делового управления. Работал адвокатом, специалист по гражданским и административным делам. Избран в Палату депутатов 5 марта 2013 года по итогам парламентских выборов от XVI избирательного округа Абруццо как член Движения пяти звёзд. Член II комиссии (по юстиции) с 7 мая 2013 года.